# Jack McConaghy
Jack McConaghy (* 21. Dezember 1902 in Pennsylvania, USA; † 13. Oktober 1977 in San Diego, Kalifornien, USA) war ein US-amerikanischer Szenenbildner, der zweimal für den Oscar für das beste Szenenbild nominiert war.

## Leben
McConaghy begann seine Laufbahn als Szenenbildner in der Filmwirtschaft Hollywoods 1941 bei der unter dem Titel Sergeant York entstandenen Filmbiografie über Alvin C. York von Regisseur Howard Hawks mit Gary Cooper in der Hauptrolle sowie Walter Brennan und Joan Leslie in weiteren Rollen. Er wirkte bis 1964 an der szenischen Ausstattung von über zwanzig Filmen und Fernsehserien mit.
Bei der Oscarverleihung 1945 war McConaghy zusammen mit Charles Novi für den Oscar für das beste Szenenbild in einem Farbfilm nominiert, und zwar für Liebeslied der Wüste (The Desert Song, 1943), einen unter der Regie von Robert Florey entstandenen Musicalfilm mit Dennis Morgan, Irene Manning und Bruce Cabot.
Seine zweite Oscarnominierung für das beste Szenenbild in einem Farbfilm erhielt McConaghy 1946 mit Ted Smith für den von David Butler inszenierten Western Ein Mann der Tat (San Antonio, 1945) in dem Errol Flynn, Alexis Smith und Victor Francen die Hauptrollen spielten.

## Filmografie (Auswahl)
- 1941: Sergeant York
- 1943: Liebeslied der Wüste (The Desert Song)
- 1944: Zwischen zwei Welten (Between Two Worlds)
- 1945: Der Held von Burma (Objective, Burma!)
- 1945: Ein Mann der Tat (San Antonio)
- 1946: Hier irrte Scotland Yard (The Verdict)
- 1947: Der Fluch des Wahnsinns (Cry Wolf)
- 1947: Schmutzige Dollars  (Cheyenne)
- 1955: Geheimring 99 (The Big Combo)